# Расселл, Джон (гребец)
Джон Майкл Расселл (англ. John Michael Russell; 3 августа 1935, Лондон — 21 января 2019) — британский гребец, выступавший за сборные Англии и Великобритании по академической гребле в первой половине 1960-х годов. Серебряный призёр летних Олимпийских игр в Токио, обладатель двух бронзовых медалей Игр Британской империи и Содружества наций, победитель многих региональных соревнований в составе лондонского лодочного клуба «Молси».

## Биография
Джон Расселл родился 3 августа 1935 года в Лондоне, Великобритания.
Занимался академической греблей в лондонском лодочном клубе «Молси», проходил подготовку на Темзе.
Впервые заявил о себе на соревнованиях в сезоне 1959 года, выиграв гонки Wingfield Sculls и Scullers Head of the River Race.
В 1960 году стал победителем Grand Challenge Cup и Stewards Challenge Cup на Королевской регате Хенли. Благодаря череде удачных выступлений вошёл в основной состав британской национальной сборной и удостоился права защищать честь страны на летних Олимпийских играх в Риме — стартовал здесь в программе распашных рулевых четвёрок, но не смог пройти дальше предварительного квалификационного этапа.
После римской Олимпиады Расселл остался в составе гребной команды Великобритании на ещё один олимпийский цикл и продолжил принимать участие в крупнейших международных регатах. Так, в 1962 году он представлял Англию на Играх Британской империи и Содружества наций в Перте, откуда привёз две награды бронзового достоинства, выигранные в зачёте рулевых четвёрок и восьмёрок.
Находясь в числе лидеров британской национальной сборной, в 1964 году отправился выступать на Олимпийских играх в Токио. На сей раз в зачёте безрульных четвёрок совместно с гребцами Хью Уорделлом-Йербургом, Уильямом Барри и Джоном Джеймсом благополучно преодолел предварительный заезд, попав в финал напрямую с первого места. В решающем финальном заезде чуть более секунды уступил экипажу из Дании и тем самым завоевал серебряную олимпийскую медаль.
Впоследствии в течение многих лет продолжал состоять в клубе «Молси», в частности в 1982—1984 годах являлся капитаном клуба.
Умер 21 января 2019 года в возрасте 83 лет.